# Aarhus (gemeente)
Aarhus of Århus (1948 - 2010) is een gemeente in de Deense regio Midden-Jutland. Hoofdplaats van de gemeente is de gelijknamige stad.
Aarhus werd bij de herindeling van 2007 niet samengevoegd en bleef een zelfstandige gemeente. De huidige gemeente telt 335.694 inwoners (2017).

## Plaatsen in de gemeente
| - Aarhus - Beder - Borum - Elev - Harlev - Hårup - Hjortshøj - Jegstrup - Lisbjerg - Løgten - Lystrup - Malling | - Mårslet - Mejlby - Mundelstrup - Ormslev - Sabro - Solbjerg - Spørring - Stavtrup - Studstrup - Todbjerg - Tranbjerg - Trige |

## Parochies in de gemeente
| - Åby - Århus Domsogn - Astrup - Beder - Borum - Brabrand - Christians - Egå - Elev - Ellevang - Elsted - Fårup - Fredens - Gellerup - Harlev - Hasle - Helligånds - Hjortshøj - Holme - Hvilsted - Kasted - Kolt - Langenæs - Lisbjerg - Lyngby - Lystrup - Malling - Mårslet - Mejlby | - Møllevang - Ølsted - Ormslev - Ravnsbjerg - Risskov - Sabro - Sankt Johannes - Sankt Lukas - Sankt Markus - Sankt Pauls - Skåde - Skæring - Skejby - Skelager - Skjoldhøj - Skødstrup - Sønder Årslev - Spørring - Tilst - Tiset - Todbjerg - Tranbjerg - Trige - Tulstrup - Vejlby - Viby - Vitved - Vor Frue |

- International Standard Name Identifier: 0000 0004 0366 7230
- MusicBrainz: 0229f078-27cd-4ad2-9565-de83cbc1b1c1

Aarhus · Favrskov · Hedensted · Herning · Holstebro · Horsens · Ikast-Brande · Lemvig · Norddjurs · Odder · Randers · Ringkøbing-Skjern · Samsø · Silkeborg · Skanderborg · Skive · Struer · Syddjurs · Viborg